# Norbert Langer (Astrophysiker)
Norbert Langer (* 25. März 1958 in Peine) ist ein deutscher Astrophysiker.
Langer studierte an der Universität Göttingen, an der er 1983 sein Diplom erhielt und 1986 promoviert wurde (Durchmischungsprozesse in massereichen Sternen und ihr Einfluss auf stellare Entwicklung und Nukleosynthese). 1984 war er als DAAD Stipendiat an der Universität Tokio. Danach war er bis 1992 Forschungsassistent in Göttingen. Er war am Max-Planck-Institut für Astrophysik in Garching (1993 bis 1996 als Heisenberg-Stipendiat), forschte ab 1996 an der Universität Potsdam und seit 2000 an der Universität Utrecht und ist Professor am Argelander Institut für Astronomie der Universität Bonn, an der er 2009 eine Humboldt-Professur erhielt. Er ist geschäftsführender Direktor des Argelander Instituts.
Langer untersucht theoretisch mit Computer-Simulation die Entwicklung massiver Sterne bis zur Supernova-Explosion. In jüngster Zeit untersuchte er auch Vorläufersysteme von Gammablitzen und den bei den Gravitationswellenbeobachtungen detektierten Fusionen von Schwarzen Löchern und Neutronensternen.
1986 erhielt er als Erster den Ludwig-Biermann-Förderpreis der Astronomischen Gesellschaft.

## Schriften (Auswahl)
- Leben und Sterben der Sterne, C. H. Beck 1995
- mit Justyn R. Maund, Paul A. Crowther, Hans-Thomas Janka: Bridging the Gap: From Massive Stars to Supernovae, Phil. Trans. Roy. Soc. A, Band 375, 2017, Special Issue (Einleitung), Arxiv
- mit Andrew Lewan u. a.: Gamma-ray burst progenitors, Space Science Reviews, Band 202, 2016, S. 33–78, Arxiv 2016
- Presupernova Evolution of Massive Single and Binary Stars, Annual Review Astron. Astroph., Band 50, 2012, S. 107–164, Arxiv